# Ambient black metal
Ambient black metal (také Atmospheric black metal nebo Black ambient) je undergroundový hudební styl, který kombinuje prvky black metalu a ambientu / dark ambientu.
Hraje se zde na elektrickou kytaru, syntetizátory a klávesy v „atmosférickém“ stylu za použití dozvuku.

## Umělci
- Alrakis
- Aureole
- Basarabian Hills
- Blut Aus Nord
- Burzum
- Carcharoth Λ.V.
- Darkspace
- Leviathan
- Manes
- Paysage d'Hiver
- Striborg
- Summoning
- Sun of the Blind
- Velvet Cacoon
- Vinterriket
- Wolves in the Throne Room
- Xasthur

## Vydavatelství
- Avantgarde Music
- Fallen Empire Records
- Napalm Records
- Southern Lord